# Microlobia sanctaemariae
Microlobia sanctaemariae är en insektsart som beskrevs av Marius Descamps 1964. Microlobia sanctaemariae ingår i släktet Microlobia och familjen Euschmidtiidae. Inga underarter finns listade i Catalogue of Life.